# Faculté de gestion, économie et sciences de l'université catholique de Lille
La faculté de gestion, économie et sciences de l'Université catholique de Lille est un établissement des Facultés de l'Université catholique de Lille, issu de la fusion de la faculté des sciences et de la faculté d'économie et gestion de l'Université catholique de Lille en 2014.
Créée en 1876, elle compte environ 2 200 étudiants et délivre 16 diplômes différents dans les domaines de l'économie, de la finance, du management, du numérique, de la vente, et de la communication. Son siège est implanté dans le bâtiment Rizomm sur le campus universitaire Vauban de l'Université catholique de Lille au 60, boulevard Vauban, dans le quartier Vauban-Esquermes.
Elle est l'une des deux facultés d'économie et de gestion avec la faculté des sciences économiques, sociales et des territoires de l'université de Lille (FASEST) ainsi que l'une des deux facultés des sciences de la métropole lilloise avec la faculté des sciences et technologies de l'université de Lille (FST).

## Histoire
Le 22 décembre 1876, la faculté des sciences physiques et mathématiques est créée, moins d'un mois avant l'inauguration officielle de l'Université catholique de Lille qui a eu lieu le 15 janvier 1877.
En 1961, la faculté libre des sciences économiques de l'Université catholique de Lille est créée.
En 2014, la faculté des sciences et la faculté d'économie et gestion de l'Université catholique de Lille fusionnent pour créer la « faculté de gestion, économie et sciences » (FGES).